# Foropter
Foropter je instrument koji najčešće koriste oftalmolozi prilikom pregleda očiju. Automatizirani je uređaj s lećama koji se stavlja ispred
očiju pacijenta, te omogućava veoma brzo izmjenjivanje i kombiniranje leća.

## Opis
Sadrži veći broj leća koje pomažu u određivanju refrakcijske pogreške oka i određuju vrstu prepisanih naočala. Standardno, pacijent sjedi iza foroptera i gleda kroz njega u očnu kartu .
Oftalmolog tijekom pregleda mijenja leće i druge postavke uređaja, tražeći od pacijenta povratnu informaciju na kojim mu je postavkama omogućen najboji vid. Ponekad se inicijalne postavke poroptera namještaju nakon pregleda retinoskopom ili automatiziranim refraktorom. 
Foropteri također mogu mjeriti i forie (položaj oka u opuštenom položaju), akomodacijske amplitude, akomodacijska zaostajanja, akomodativne posture .
Glavni su dijelovi foroptera Jacksonov ukršteni cilindar koji se koristi za korekciju astigmatizma, Rislyeve prizme  i cilindrične leće.
Prema uzetim mjerenjima specijalist ispisuje recept za naočale koji sadrži barem šest numeričkih specifikacija (3 za svako oko): sfera, cilindar, os te udaljenost od zjenice.
Leće u foropteru lome svjetlost s težnjom da se postigne fokusiranje slike na pacijentovoj retini.  
Mijenjanjem ovih leća ispitivač može saznati sfernu jakost, cilindričnu jakost te cilindričnu os potrebnu za ispravljanje pacijentove refrakcijske greške. Prisutnost cilindrične jakosti upućuje na postojanje astigmatizma čija se os mjeri od 0 do 180 supnjeva od horizontalnog položaja.
Foropteri sadrže (+) ili (–) cilindre. Tradicionalno oftalmolozi i ortoptičari koriste (+) cilindrične foroptere. Uvijek je moguće preračunati podatke iz foroptera jednog tipa u drugi. 
Foropteri također sadrže i prizmatične leće kojima se analizira binokularni vid i liječe ortoptički problemi.